# Hästsläp

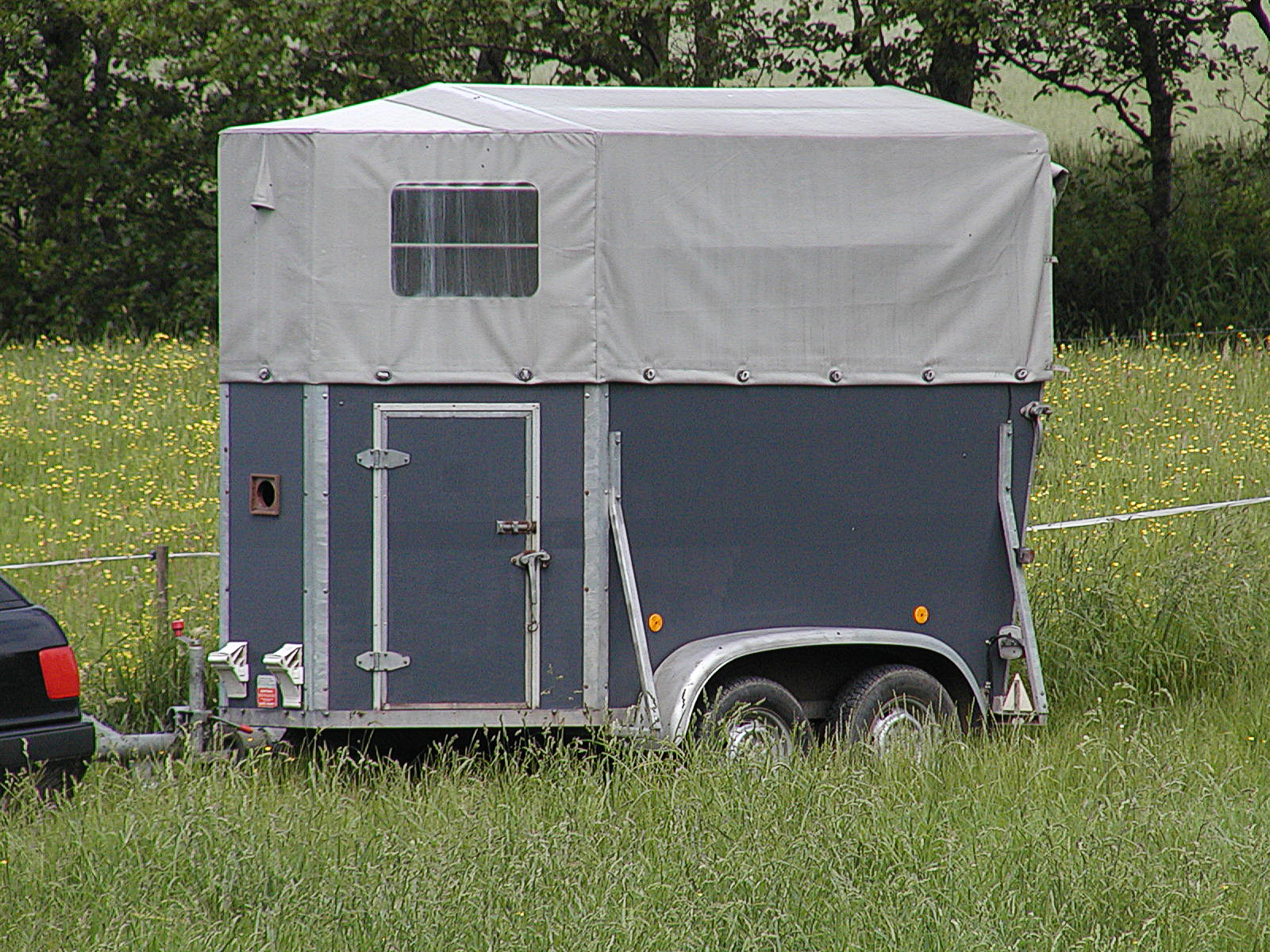
Bil med påkopplat hästsläp.

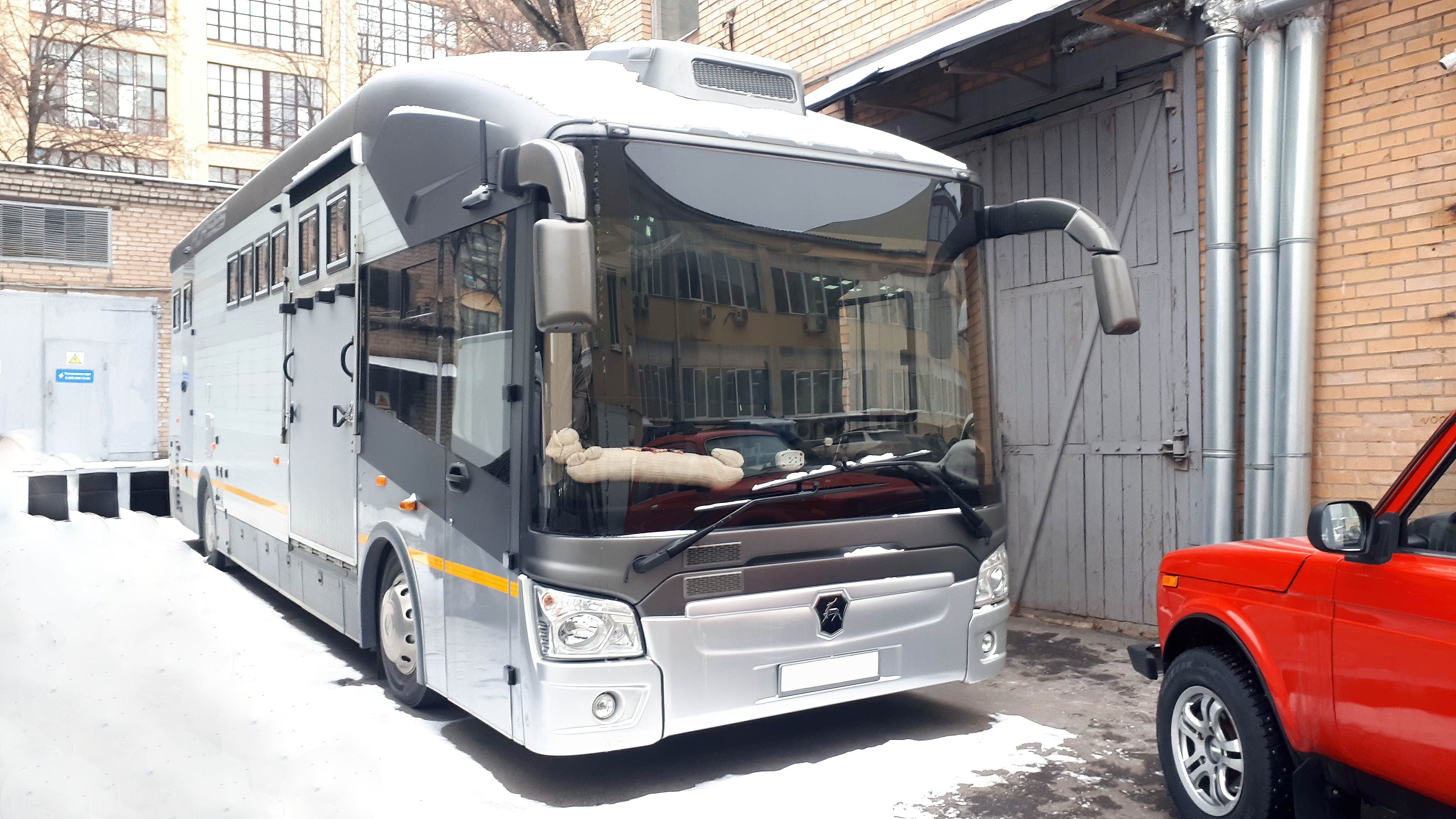
Hästbärare baserad på LiAZ-bussen.

Hästsläp, även kallat hästtransport, hästrailer eller hästbuss, är en släpvagn som är avsedd för att transportera hästar i. Ett hästsläp brukar ha plats för två hästar. För transport av hästar finns också hästbussar som har plats för fler än två hästar.
Hästsläp finns i många varianter med eller utan ramp eller läm. Hästsläp som inte har ramp eller läm har dörrar och step up eller step in. Step up transporter tar mer och mer marknad.